# Order of Merit (golf)
De Order of Merit binnen de golfsport is de lijst waarop staat hoeveel de golfspelers aan prijzengeld verdiend hebben. Soms wordt dat omgezet in punten. Ieder wedstrijd circuit heeft zijn eigen Order of Merit, zowel bij amateurs als professionals.
Aan het einde van het seizoen is bekend wie de Order of Merit van dat jaar gewonnen heeft.
Het is belangrijk om zo hoog mogelijk op de lijst te staan, niet alleen voor de verdiensten, maar ook omdat de eindpositie speelrechten geeft voor het volgende seizoen. Dat is onder andere in de Pro Golf Tour, de Challenge Tour, de Europese Tour en de Amerikaanse Tour erg belangrijk. Voorbeelden:
- De top-5 van de EPD Tour promoveren automatisch naar de Challenge Tour
- De top-15 van de Challenge Tour promoveren automatisch naar de Europese Tour.
- De top-15 van de Europese Tour mogen meedoen aan de US Open
- De top-30 van de Europese Tour mogen meedoen aan het Brits Open
- De top-60 van de Europese Tour mogen meedoen aan het Wereldkampioenschap in Dubai

## De namen
De Order of Merit staat bekend onder verschillende namen.
| Tour                    | Ranglijst                          | Link          | Opmerking              |               |               |
| Professionals           | Professionals                      | Professionals | Professionals          | Professionals | Professionals |
| ----------------------- | ---------------------------------- | ------------- | ---------------------- | ------------- | ------------- |
| EPD Tour                | Order of Merit                     |               |                        |               |               |
| European Challenge Tour | Challenge Tour Rankings            |               |                        |               |               |
| European Tour           | Race To Dubai                      |               | naam in 2009 veranderd |               |               |
| Ladies European Tour    | Henderson Money List               |               |                        |               |               |
| Europese Senior Tour    | Senior Tour Order of Merit         |               |                        |               |               |
| PGA Tour                | FedEx Cup                          |               |                        |               |               |
| LPGA Tour               | Rolex Ranking                      |               |                        |               |               |
| Champions Tour          | Charles Schwab Cup                 |               |                        |               |               |
| Wereldranglijst         | Official World Golf Ranking (OWGR) |               |                        |               |               |
| Amateurs                |                                    |               |                        |               |               |
| Wereldranglijst         | World Amateur Golf Ranking (WAGR)  |               | dames en heren         |               |               |

Veel golfprofessionals spelen op verschillende Tours, bijvoorbeeld op de Asian Tour en de Sunshine Tour en de Europese Tour. Zij staan dan ook op de Order of Merit van iedere Tour, zodra ze daar iets verdiend hebben.
Top Europese spelers spelen vaak op de Amerikaanse Tour, waar de stand wordt bijgehouden in de FedExCup. In Europa spelen ze dan bijvoorbeeld alleen in hun eigen land en op het Britse Open. Hoewel zij in de wereldtop staan, zullen ze dan op de Europese Order of Merit niet erg hoog staan.